# 架空電纜

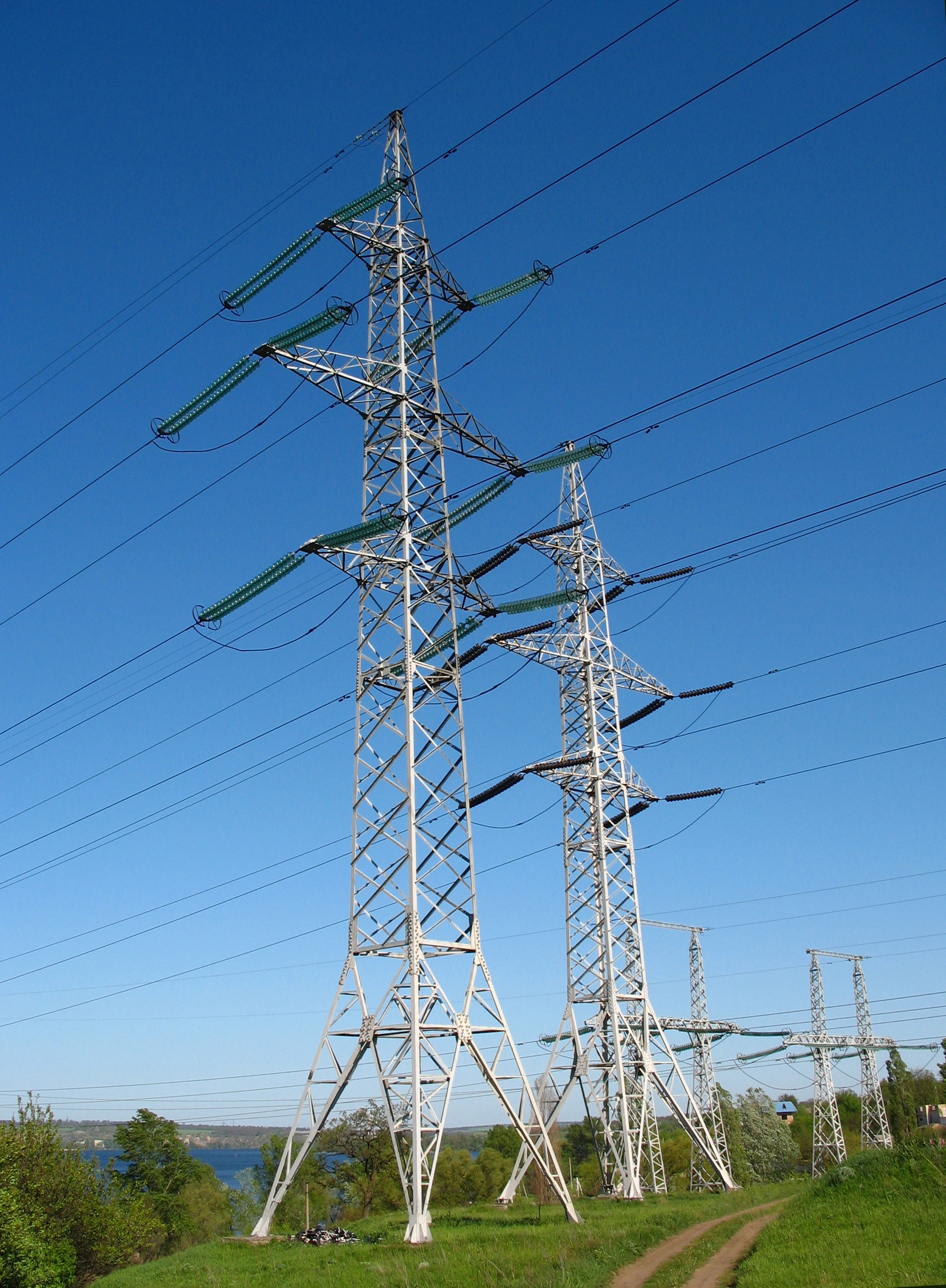
第聂伯罗330及150千伏特架空電纜

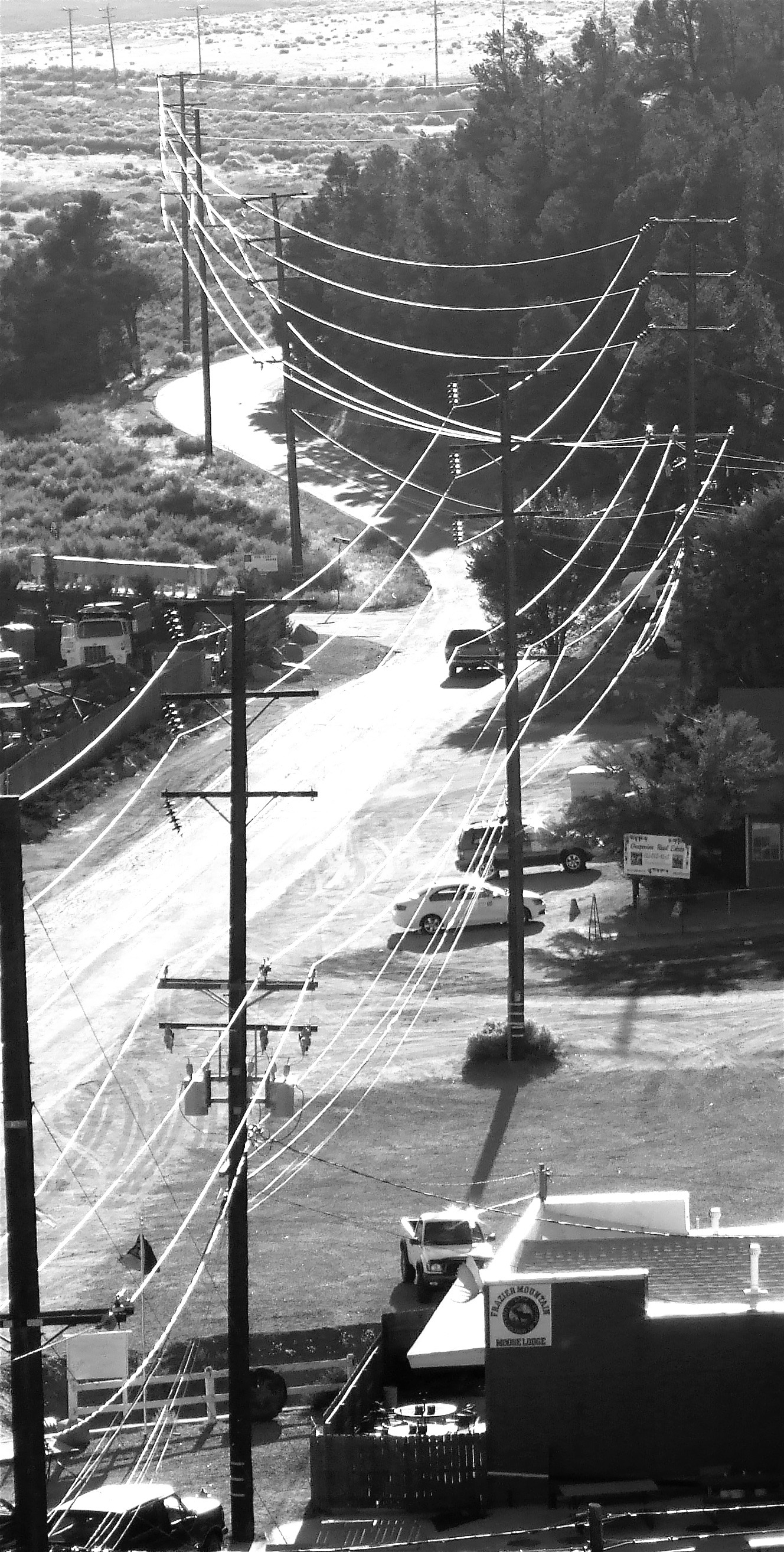
位於美國加利福尼亞州弗雷澤公園社區森林湖的架空電纜

架空電纜是輸電系統與配電系統架構的一部分，為架設於空中的電纜，用於長距離輸送電力。架空電纜通常由至少一條未絕緣的電纜組成。輸電通常為三相電，故電䌫常為三線一組，設於輸電線塔或电线杆之上。
由於架空電纜依靠電纜周圍的空氣來擔當絕緣體，可以節省成本同時減輕重量，為大規模輸電成本最低的方法。

## 構築

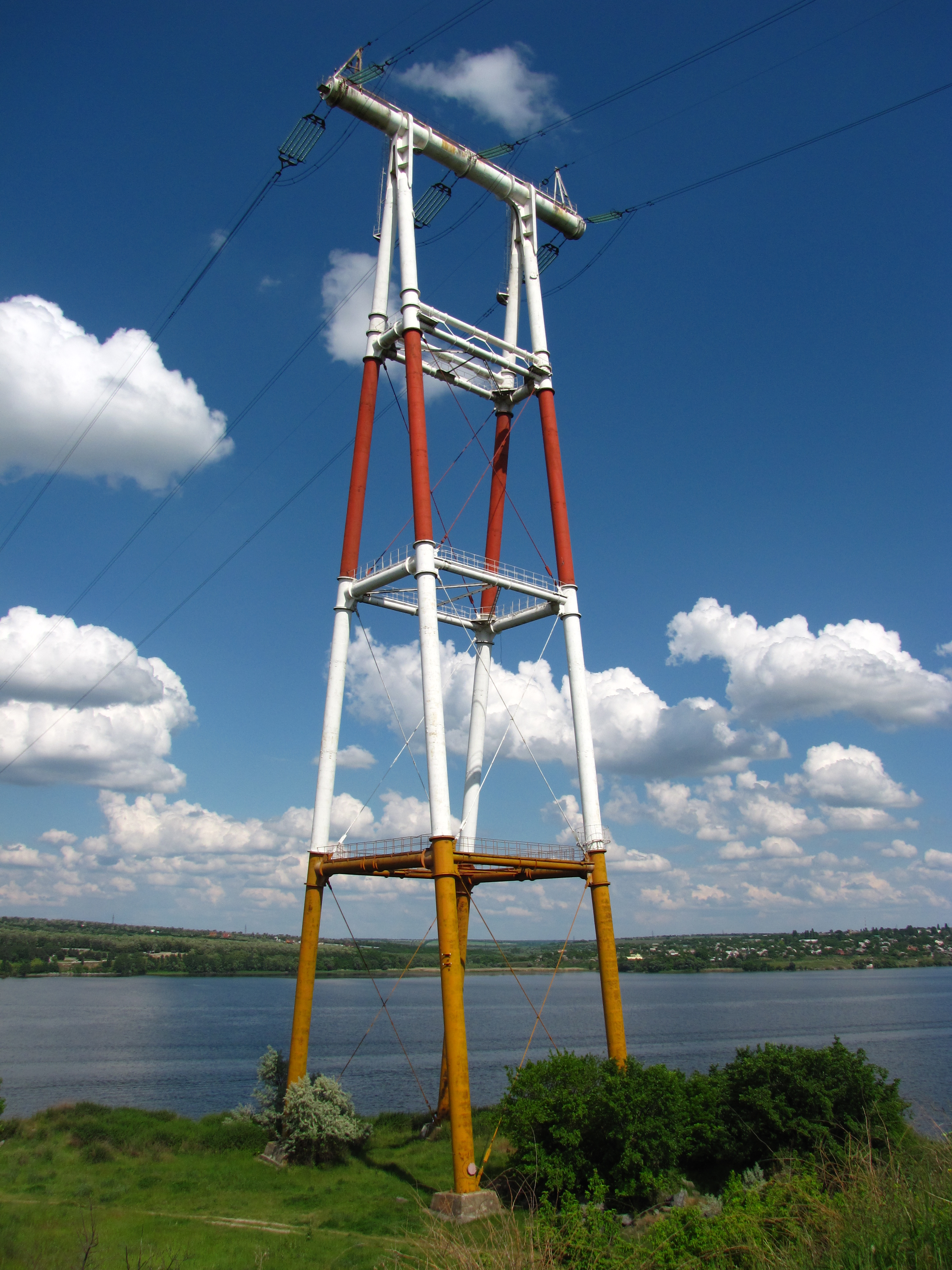
乌克兰一條橫跨第聂伯河的架空電纜

## 外部連結
- 维基共享资源上的相關多媒體資源：架空電纜